# 西矢島町
西矢島町（にしやじまちょう）は、群馬県太田市にある地名（町丁）。郵便番号は373-0823。

## 概要
九合地区にある町丁。

## 地理

### 近隣町丁
- 庄屋町
- 下浜田町
- 高林寿町
- 南矢島町

## 世帯数と人口
2022年（令和4年）3月31日現在の世帯数と人口は以下の通りである。
| 町丁     | 世帯数  | 人口   |
| -------- | ------- | ------ |
| 西矢島町 | 583世帯 | 1117人 |

## 交通

### 鉄道
町内に鉄道は通っていない。

### 道路
- 国道304号
- 国道402号

## 施設
- スターバックスコーヒー太田西矢島店
- セカンドストリート太田店
- 群馬レジャーランド太田店